# Kościół Najświętszego Serca Pana Jezusa w Starogardzie
Kościół Najświętszego Serca Pana Jezusa w Starogardzie – katolicki kościół parafialny zlokalizowany we wsi Starogard w gminie Resko, w powiecie łobeskim (województwo zachodniopomorskie).

## Historia i architektura
Wzniesiony w konstrukcji ryglowej kościół został zbudowany w latach 1578–1579. Sytuowany jest na planie prostokąta, z trójbocznie zamkniętym prezbiterium. Od strony północnej i południowej znajdują się współczesne przybudówki. Dawne wejście od strony południowej i niższy rząd okien zamurowano. W 1908 roku w zachodniej części korpusu dobudowana została ceglana, otynkowana wieża, w górnej kondygnacji wykończona w konstrukcji ryglowej, nakryta dwuspadowym dachem z naczółkami i zwieńczona smukłą, blaszaną sygnaturką.
Wnętrze kościoła nakrywa drewniany, belkowany strop. Nad wejściem znajduje się wsparta na rzeźbionych belkach drewniana empora z prospektem organowym. Empory boczne zostały zdemontowane. W kościele znajduje się XVIII-wieczna ambona oraz kamienna chrzcielnica. W trzech oknach w prezbiterium wstawione są witraże z postaciami świętych z 1908 roku.
Po zakończeniu II wojny światowej kościół został poświęcony jako świątynia katolicka w dniu 21 lipca 1946 roku. 